# Volha Silkina
Volha Silkina est une pentathlonienne biélorusse, championne du monde en 2019..